# Кременчуцький сталеливарний завод
ВАТ «Кременчу́цький сталелива́рний заво́д» — завод у Кременчуці, створений в 1966 році, з 1990 став відкритим акціонерним товариством. 
ПАТ «Кременчуцький сталеливарний завод» – українське підприємство, основним видом діяльності якого є виробництво литих запчастин для вантажних вагонів, автозчепного механізму, деталей для автомобілів марки «КрАЗ», відливків для власного виробництва та інших підприємств важкої промисловості.

## Історія
Відповідно до Постанови Ради Міністрів СРСР від 18 травня 1960 р. № 740 в червні 1962 р. було почато будівництво Кременчуцького заводу литва і штампувань. 30 грудня 1970 р. "зварена" перша сталь і випущена перша плавка. 15 березня 1971 р. відправлена перша партія (37 штук) балки шкворневої (зараз — балка надресорна) на Крюківський вагонобудівний завод.
Завод будувався поетапно, з поступовим нарощуванням потужностей. У грудні 1973 р. введений комплекс вітчизняної розробки потужністю 33 тис. тонн сталевого литва в рік на базі лінії ЛХ- 6000. У 1975 р. введений пусковий комплекс потужністю 30 тис. тонн на базі німецької формувальної лінії "Künkel-Wagner".
За 1977 рік було зроблено 68518 тонн сталевого литва.
З цілого ряду причин будівництво штампувального виробництва було скасоване ще на стадії проектування заводу. Тому у вересні 1978 р. підприємство було перейменоване відповідно до його профілю виробництва в Кременчуцький сталеливарний завод.
У липні 1978 введений пусковий комплекс на 10 тис. тонн литва в рік і друга черга формувальної лінії "Künkel-Wagner".
У 1982 році випуск литва склав 89128 тонн.
З 1967 року завод почав робити товари народного споживання : металеві гаражі для легкових автомобілів, настінні вішалки, стійки для волейбольних сіток. У 1970 р. на ділянці кокільного литва почали виготовляти литий алюмінієвий посуд. З 1980 р. освоїли технологію емалевого покриття. У 1988 р. організована чавуноливарна ділянка, на якій розпочали випуск пічного литва і сантехнічної арматури. У 1992 р. введена в експлуатацію ділянка напилення стеклофаянсовой посуду.
13 березня 1995 р. завод став відкритим акціонерним товариством "Кременчуцький сталеливарний завод".
У 2002 році підприємство освоїло випуск каркасів візка моделі 18-100 для вантажних вагонів.
У 2003 р. було придбано і введено в експлуатацію стрижневе устаткування фірми "Laempe" (Німеччина).
18 грудня 2003 року ПАО "Кременчуцький сталеливарний завод" став лауреатом національного конкурсу "Вища проба" за високу якість і конкурентоспроможність сталевого литва для потреб вагонобудування.
У 2004 році на підприємстві встановлена третя формувальна лінія фірми "Künkel-Wagner" (Німеччина) з річним обсягом виробництва середнього і дрібного литва 32 тис. тонн. Після запуску у виробництво третьої формувальної лінії потужність підприємства складає 138 тис. тонн литва в рік.
У 2006 році розроблена і впроваджена СМК відповідно до вимог керівництва по забезпеченню якості Асоціації Американських Залізниць (AAR) М - 1003.
У 2006 році на підприємстві були проведені заходи по удосконаленню технології виробництва і забезпеченню якості литва, що випускалося. Так, в сталеплавильному цеху впроваджений комплекс заходів, що забезпечує виплавку сталі відповідно до підвищених вимог ПАО "РЖД". Впроваджено позапічне розкислювання сталі порошковим дротом за допомогою трайб-аппарата, що дозволило істотно підвищити якість сталі.  Встановлена інформаційна система на базі персональних комп'ютерів між лабораторією і сталеварами, що дозволяє повністю контролювати процес плавки і своєчасно вносити необхідні корективи. Впроваджені нові блокові вогнетриви для набору жолобів, що істотно підвищили їх стійкість.
У січні 2007 року AAR видав сертифікат, що підтверджує, що розроблена СМК на ПАО "Кременчуцький сталеливарний завод" відповідає вимогам програми по забезпеченню якості.
У 2007 році ПАО "Кременчуцький сталеливарний завод" визнаний лауреатом всеукраїнського конкурсу "100 кращих товарів України".
У квітні 2008 року представниками AAR були проведені наглядовий аудит за СМК і технічний нагляд за виробництвом балки надрессорной моделі 473В+. Результати аудиту підтвердили відповідність системи, що діє на підприємстві, керівництву М- 1003 і здібності поставляти вироби, якість яких задовольняє вимогам u1087 споживача.
З метою забезпечення контролю якості продукції, що випускається, на підприємстві впроваджені неруйнівні методи контролю. Придбані і встановлені установки магнитопорошковой дефектоскопії.  
В обрубного цеху ливарного виробництва проведена реконструкція термічної нормалізаційної печі із застосуванням волокнистих вогнетривких матеріалів і нових видів пристроїв газопальників.
Систематично проводяться заходи, спрямовані на поліпшення умов праці обрубувачів. У фасоннолитейном цеху проведена реконструкція стрижневої ділянки з розширенням номенклатури стрижнів, що виготовляються по cold- box - amin - процесу на автоматах німецької фірми "Laempe", що дозволяє значно поліпшити розмірну точність литва.
2014 року Кременчуцький сталеливарний завод зупинив свою діяльність вперше через те, що він був залежний від Росії щодо виробництва. До цього часу завод складав 30% ринку країн СНД у своєму сегменті, який пов'язаний з литтям для залізничної галузі.
В кінці 2015 року завод частково і ненадовго відновив роботу, щоб продовжити отримання сертифікатів якості.
У листопаді 2016 року перед запуском заводу після довгої перерви, директор підприємства Віктор Самусенко в інтерв'ю "Кременчуцькій газеті" спростував чутки про те, що обладнання заводу було вирізано на брухт. Вже у грудні, після двох років простою КСЗ знову розпочав свою діяльність. Однак у березні 2020 року підприємство знову зупинило свою роботу.
Після чергового дворічного простою, завод відновив роботу на початку 2022 року. Поштовхом до відновлення роботи стала угода на постачання литва для Крюківського вагонобудівного заводу. Незважаючи на початок повномасштабного вторгнення Росії, завод не припинив свою діяльність, але й отримав прибутки в розмірі 50,3 мільйонів гривень прибутку.

## Структура
На заводі функціонують наступні цехи:
- сталеплавильний;
- фасоноливарний;
- обрубний цех ливарного виробництва;
- цех металургійної оснастки;
- автотранспортний;
- залізничний;
- ремонтно-механічний;
- енерго-силовий;
- киснево-компресорний.

## Продукція
Підприємство виготовляє наступну продукцію:
- Картер заднього мосту
- Каркас двухосной візка вантажного вагона (модель 18-100)
- Балка надресорна
- Рама бокова
- Автозчеплення СА-3
- Корпус автозчеплення
- Замок
- Замкотримач
- Запобіжник
- Підйомник
- Валик підйомника
- Тяговий хомут
- Упор передній
- Упор задній
- Корпус букси
- Корпус поглинаючого апарату Ш-2В-90
- Корпус поглинаючого апарату ПМК-110А
- Клин «Ханіна»
- Триангели

## Керівництво
- 58.2 % акцій ВАТ «КСЗ» належить групі акціонерів, в яку входить, зокрема, ЗАТ "Холдингова компанія «Теко-Дніпрометиз» (фінансова група «ТАС»), що має близько 28 % акцій заводу та, за даними преси, група «Приват».
- 39.13 % акцій сталеливарного заводу належать іншій групі акціонерів. Зокрема, 19.41 % акцій ВАТ «КСЗ» володіє ЗАТ «Систем Кепітал Менеджмент», 9,25 % — акціонерна страхова компанія «Форум», 5.63 % — ВАТ "ВЗНКІФ «Унібудінвест», 4.84 % — ТОВ «Укркомплектплюс».
- 2,67 % ВАТ «КСЗ» належить фізичним особам.

Статутний фонд ВАТ «Кременчуцький сталеливарний завод» становить 132 млн 123.518 тис. грн.
Керівник: Самусенко Віктор Володимирович — голова правління.